# Učinek tal
Talni efekt (angl. Ground Effect) je pojav v aerodinamiki, ki opisuje povečanje sile vzgona in zmanjšanje sile zračnega upora letalskega krila, ko letalo leti blizu površine. V praksi se talni efekt pojavlja na razdalji od tal do višine, enaki razponu kril. 
Posledica talnega efekta je podaljšanje pristajalne razdalje, po drugi strani pa letenje v območju talnega efekta izboljša zmogljivost letala pri nizkem letu (npr. ob vzletu).

## Delovanje talnega efekta
Pri nastanku vzgona na letalskem krilu končne razpetine pride na koncu kril do izenačevanja tlakov, to pa povzroči nastanek vrtincev, ki se širijo od konic kril v nasprotni smeri leta. Posledica teh vrtincev je t.i. inducirani upor, na račun katerega se sila vzgona na krilu zmanjša. Bližina tal deluje kot ovira, ki prekine vrtince, zaradi česar se inducirani upor zmanjša, skupna sila vzgona krila pa se poveča. Z zmanjševanjem višine nad tlemi se talni efekt povečuje.
V manjši meri k povečanju sile vzgona prispeva tudi zračni tok za krilom, ki je usmerjen navzdol in zaradi reakcije (glej zakon o vzajemnem učinku) ustvarja navzgor usmerjeno silo.
Talni efekt je bolj izrazit pri nizkokrilnih letalih, saj so tam krila nameščena bližje tal. Zaradi talnega efekta je potrebni vpadni kot nižji, zaradi česar nizkokrilna letala ob pristanku zahtevajo bistveno manjši dvig nosu letala.